# Diocese de Alto Valle del Río Negro
A Diocese Alto Valle del Río Negro (em latim: Diœcesis Rivi Nigri Vallensis superioris) é uma diocese localizada na cidade de General Roca incluindo o departamento de General Roca e o departamento de El Cuy ambos na Província de Rio Negro. A diocese pertencente á Arquidiocese de Bahía Blanca na Argentina, sendo fundada em 22 de junho de 1993 pelo Papa João Paulo II. 

## Lista de bispos
A seguir uma lista de bispos desde a criação da diocese. 
|                             | Nome                              | Período    | Notas                          |
| Bispos                      | Bispos                            | Bispos     | Bispos                         |
| --------------------------- | --------------------------------- | ---------- | ------------------------------ |
| 4º                          | Alejandro Pablo Benna             | 2021-2025  | Nomeado Bispo de Morón         |
| 3º                          | Marcelo Alejandro Cuenca Revuelta | 2010-2021  |                                |
| 2º                          | Néstor Hugo Navarro               | 2003-2010  |                                |
| 1º                          | José Pedro Pozzi, S.D.B.          | 1993-2003  |                                |
| Administradores apostólicos |                                   |            |                                |
|                             | Oscar Eduardo Miñarro             | 2025-atual | Bispo auxiliar de Merlo-Moreno |
|                             | Alejandro Pablo Benna             | 2021       |                                |